# Helina neosimplex
Helina neosimplex este o specie de muște din genul Helina, familia Muscidae, descrisă de John Otterbein Snyder în anul 1957. Conform Catalogue of Life specia Helina neosimplex nu are subspecii cunoscute.